# Електрофорна машина

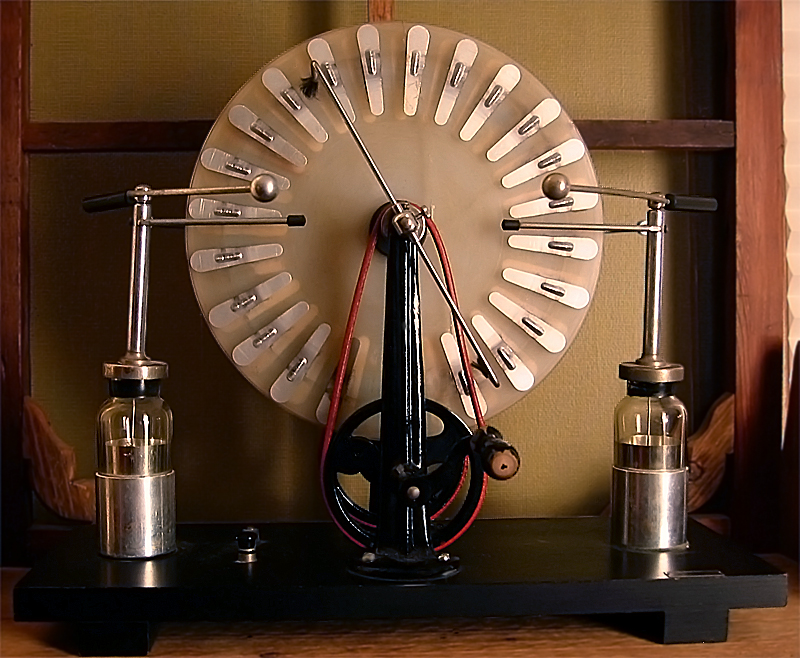
Електрофорна машина Вімшурста

Електрофо́рна маши́на (електрофорний генератор або генератор чи машина Вімшурста; англ. Wimshurst machine) — джерело електричного струму, конструкція якого базується на принципі отримання електричної енергії за рахунок роботи, що затрачається на приведення в рух (обертання) рухомих частин машини, у першу чергу, на подолання сил притягання або відштовхування, що діють у кожний момент між наелектризованими рухомими частинами машини. Цей тип машин використовує явище електростатичної індукції, при цьому на полюсах машини (лейденських банках) накопичуються електричні заряди. Різниця потенціалів на розрядниках може досягати десятків і навіть сотень тисяч вольт.
Переважно використовується як демонстраційний допоміжний прилад при вивченні фізики по темі «Електрика».

## Історична довідка
Електрофорну машину було створено у 1865 німецьким фізиком-експериментатором Августом Теплером (нім. August Toepler, 1836–1912). Одночасно з Теплером і незалежно від нього електрофорну машину винайшов інший німецький фізик Вільгельм Гольц (нім. Wilhelm Holtz, 1836–1913). Машина Гольца мала простішу конструкцію і у порівнянні з машиною Теплера дозволяла отримувати більшу різницю потенціалів і могла використовуватись як джерело постійного електричного струму.. Між 1880 та 1883 роками машину удосконалив англійський винахідник Джеймс Вімшурст. Сучасні електрофорні машини, що використовуються в демонстраційних експериментах є модифікаціями машини Вімшурста.
1911 року Віллард і Абрагам побудували 20-дискову машину, яка, за швидкості обертання 1200—1400 хв−1 давала напругу до 320 тис. В та іскри, довжиною до 60 см.

## Опис будови та принципу роботи

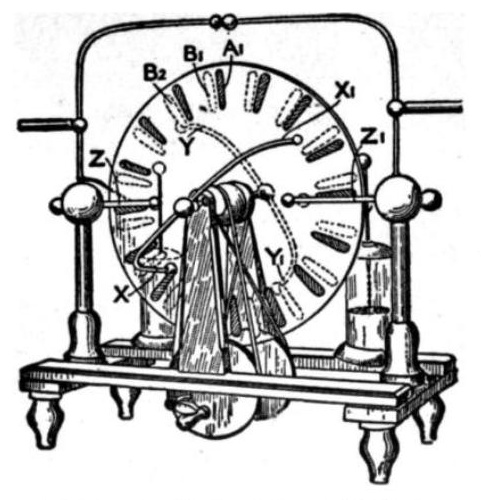
Схема електрофорної машини Вімшурста

Функційна схема машини Вімшурста

### Будова
Машина складається з двох співвісних дисків (А і В) з електроізоляційного матеріалу, на котрі нанесено електропровідні сегменти. Сегменти попарно з обох сторін утворюють конденсатори. Через це цю машину часто називають конденсаторною машиною. Дискам надається обертовий рух у зустрічному напрямі з однаковою кутовою швидкістю. Електричний заряд створюється за рахунок тертя до пластин сегментів щіток Y, Y1, X, X1.
Зліва і справа з обох сторін розташовані колектори Z та Z1. Через них надходять генеровані заряди зняті щітками з країв як переднього, так і заднього диска. Переважно заряди нагромаджуються в електричному конденсаторі, (наприклад, у лейденській банці) для утворення значної різниці потенціалів.

### Принцип роботи
Допустимо, що сегмент A1 спочатку несе невеликий надлишковий позитивний заряд, а сегмент B1 — негативний. Коли A1 рухається вліво, а B1 — вправо, їх потенціали ростуть за рахунок роботи, що виконується проти сили їх електричного притягання.
Коли A1 досягає положення навпроти сегмента B2 пластини B, котрий у цей момент контактує зі щіткою Y, він буде під високим позитивним потенціалом і, таким чином, викличе розділення заряду у провіднику, що сполучає Y та Y1, переносячи великий негативний заряд на B2 і великий позитивний заряд на віддалений сегмент, котрого у цей момент торкається щітка Y1.

Схема роботи електрофорної машини. Сектори означені рухомими квадратами, контактні щітки — стрілками. Червоним кольором позначено позитивний заряд, зеленим — негативний.

Рухаючись далі, A1 торкається щітки Z і частково розряджається у зовнішнє коло на електричний конденсатор, виконаний у вигляді лейденської банки. При подальшому обертанні дисків, А1 торкається щітки X, яка пов'язана провідником зі щіткою X1, і знову отримує заряд, цього разу негативний, який відштовхується негативно зарядженим сегментом В2 (що знаходяться в цей момент напроти сегмента на диску А, що контактує зі щіткою X1). Таким чином, позитивний заряд переноситься справа наліво верхньою частиною диска А, а негативний зліва направо його нижньою частиною.